# Fiorenza I Sanudo
Fiorenza I Sanudo (zm. po 1397)  – wenecka władczyni wyspy Milos. 

## Życiorys
Była córką Marca Sanuda. Jej mężem był Francesco I Crispo, wenecki władca Księstwa Naksos w latach 1383-1397.  Jej synami byli: Mikołaj Crispo, Giacomo I Crispo, Giovanni II Crispo.  